# St Helens RLFC
Der St Helens Rugby League Football Club (üblicherweise als Saints bezeichnet) ist ein professioneller Rugby-League-Verein aus der Stadt St Helens in der englischen Region Merseyside, der in der englisch-französischen Super League spielt. Die Mannschaft trägt ihre Heimspiele im Totally Wicked Stadium aus, in dem 18.000 Zuschauer Platz finden. Mannschaftsfarben sind rot und weiß. Gegenüber den Wigan Warriors herrscht traditionellerweise eine starke Rivalität.
In der seit 1996 bestehenden Super League haben die Saints sechsmal die Meistertrophäe gewonnen. Hinzu kommen zwei Siege im Weltpokal, der World Club Challenge. Im Vorgängerwettbewerb der Super League, der Rugby League Championship, waren die Saints siebenmal erfolgreich. Zwölfmal entschieden sie den Pokalwettbewerb Challenge Cup für sich.

## Geschichte
Der Verein wurde 1873 gegründet und gehört somit zu den ältesten des Landes. 1890 fand das erste Spiel im Stadion an der Knowsley Road statt. Während im Süden Englands hauptsächlich Vertreter der Mittel- und Oberschicht Rugby spielten, setzten sich die Vereine im Norden zum größten Teil aus Arbeitern zusammen. Die Spieler erhielten keinerlei Entschädigung, da die Rugby Football Union (RFU) auf den strikten Amateurismus beharrte. Am 29. August 1895 trafen sich Vertreter von 22 Vereinen aus Nordengland, darunter auch aus St Helens, zu einer Sitzung in Huddersfield und beschlossen den Austritt aus der RFU. Sie gründeten einen eigenen Verband, die Northern Rugby Football Union (die heutige Rugby Football League).
1897 stand St Helens im Finale des erstmals ausgetragenen Challenge Cup, unterlagen aber den Batley Bulldogs. 1932 konnten die Saints erstmals den Gewinn des englischen Meistertitels feiern. Der Besucherrekord an der Knowsley Road wurde am 26. Dezember 1949 erzielt, als 35.695 Zuschauer das Spiel gegen Wigan sahen. Zu Beginn der 1950er Jahre stiegen die Saints zu den führenden Mannschaften des Landes auf. Sie konnten 1956 erstmals den Challenge Cup für sich entscheiden, als sie im Endspiel im Wembley-Stadion den Halifax RLFC bezwangen. Bis Mitte der 1970er Jahre folgten fünf weitere Meistertitel und vier zusätzliche Pokalsiege.
Nachdem in den 1980er und frühen 1990er Jahren Erfolge ausgeblieben waren, etablierten sich die Saints nach der Einführung der englisch-französischen Super League als eine der besten Mannschaften der Welt. Seither gewannen sie sechsmal die Meistertrophäe der Super League und konnten weitere sieben Trophäen im Challenge Cup erringen. Hinzu kommen zwei Siege in der World Club Challenge gegen den Meister der australisch-neuseeländischen National Rugby League; sowohl 2001 als auch 2007 gewannen die Saints gegen die Brisbane Broncos. Im Jahr 2006 wurde St Helens von der BBC zur „Mannschaft des Jahres“ erkoren.

## Erfolge
- World Club Challenge: 2001, 2007 (2 Titel)
- Super League: 1996, 1999, 2000, 2002, 2006, 2014 (6 Titel)
- Championship: 1931/32, 1952/53, 1958/59, 1965/66, 1969/70, 1970/71, 1974/75 (7 Titel)
- Challenge Cup: 1955/56, 1960/61, 1965/66, 1971/72, 1975/76, 1996, 1997, 2001, 2004, 2006, 2007, 2008 (12 Titel)
- Lancashire League:  1929/30, 1931/32, 1952/53, 1958/59, 1959/60, 1964/65,   1965/66, 1966/67, 1968/69 (9 Titel)
- Lancashire Cup: 1926/27, 1953/54, 1960/61, 1961/62, 1962/63, 1963/64, 1964/65, 1967/68, 1968/69, 1984/85, 1991/92 (11 Titel)
- Regal Trophy: 1987/88 (1 Titel)
- Premiership: 1975/76, 1976/77, 1984/85, 1992/93 (4 Titel)
- League Leader’s Shield: 2005, 2006, 2007, 2008 (4 Titel)

## Bekannte ehemalige und aktive Spieler
| - Lee Briers (England) - Ray Cale (Wales) - Gary Connolly (England) - Kel Coslett (Wales) - Scott Gibbs (Wales) - Martin Gleeson (England) - Chris Joynt (Wales) - Leon Pryce (England) | - Vincent Karalius (England) - Alexander Murphy (England) - Paul Sculthorpe (England) - Freddie Tuilagi (Samoa) - Tom Van Vollenhoven (Südafrika) - Cliff Watson (England) - Paul Wellens (England) |